# Festina

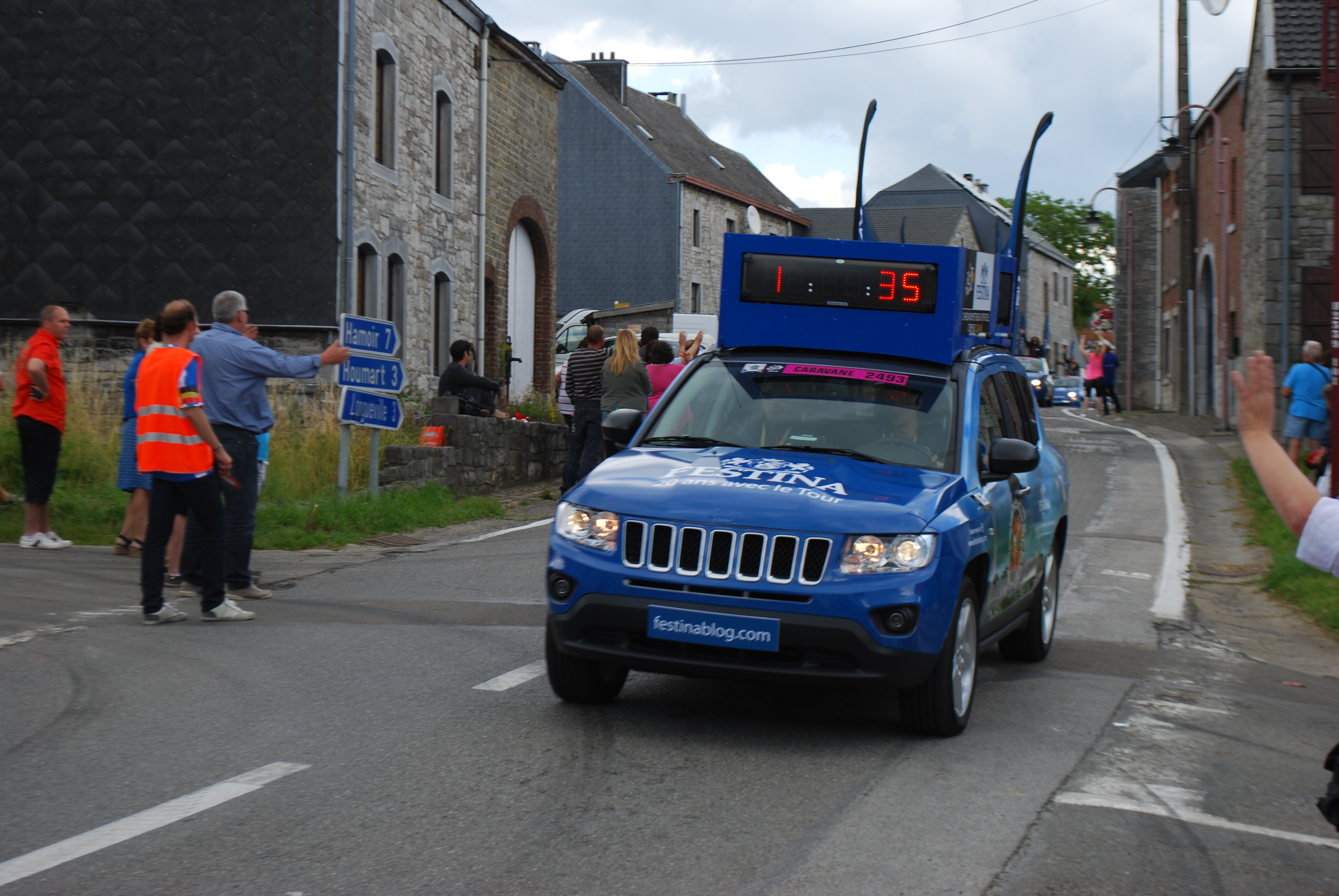
Carro com cronômetro da Festina durante a Tour de France 2012

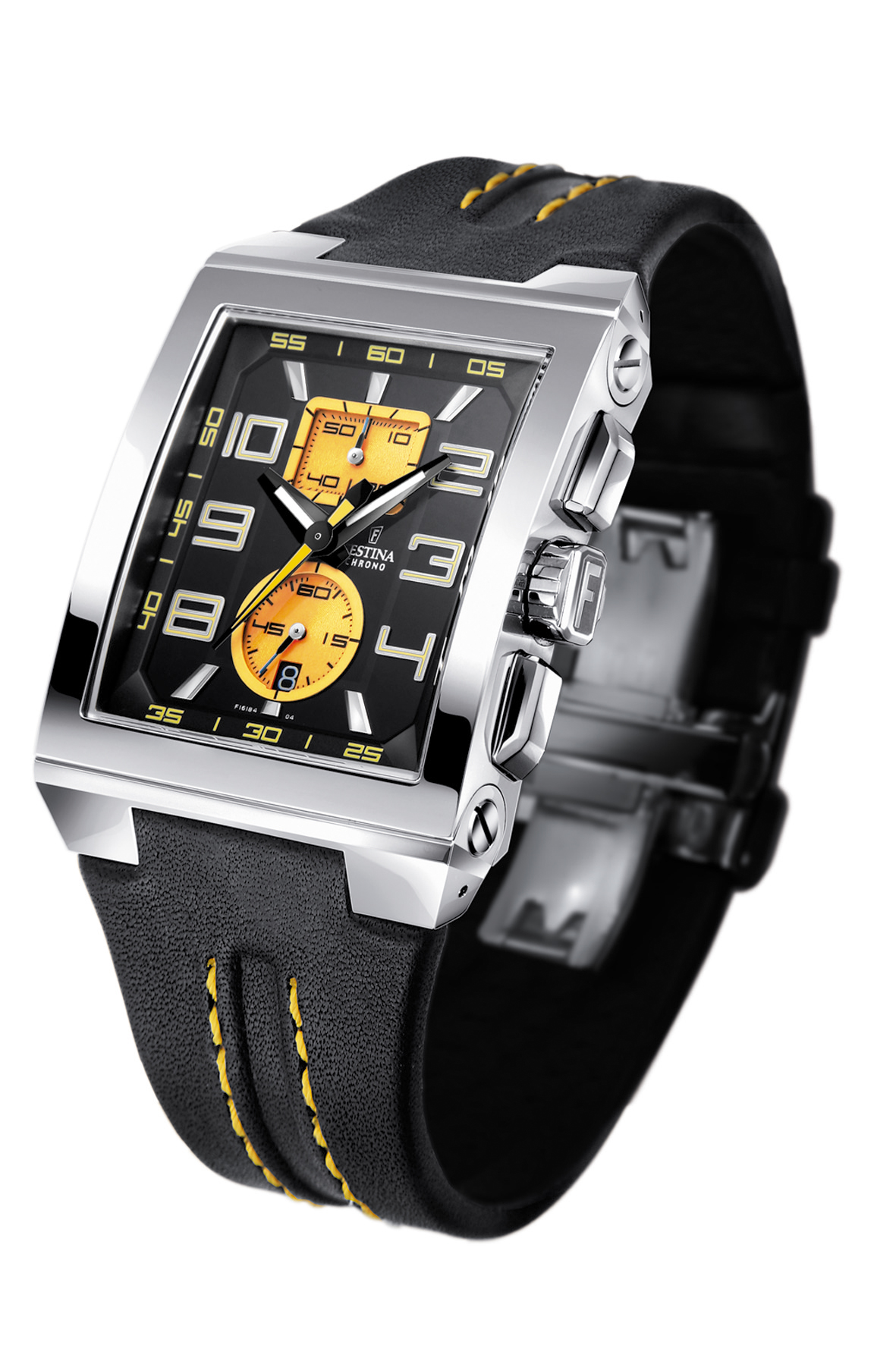
Relógio Festina modelo F16184, de 2007

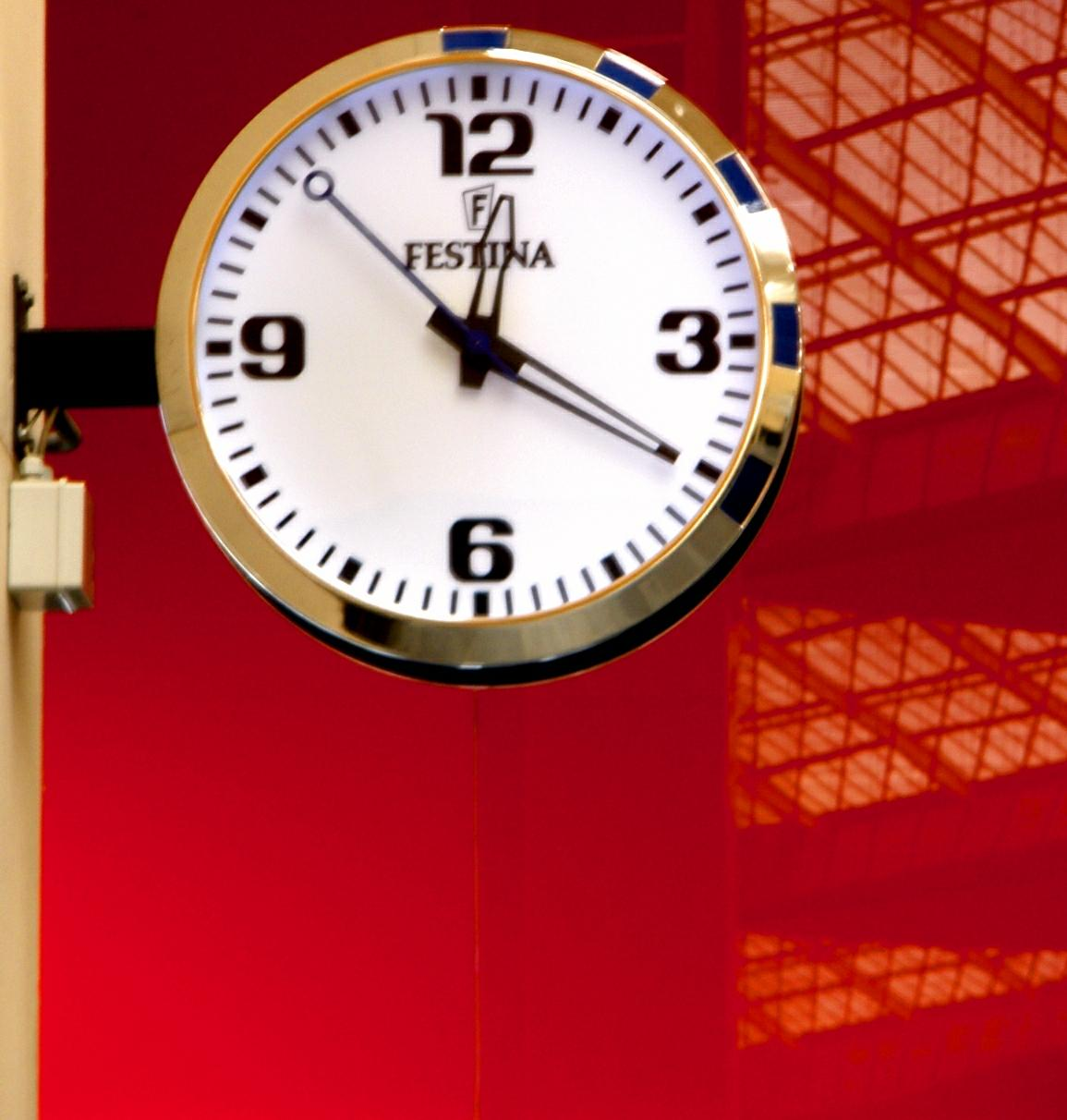
Relógio da Festina na estação ferroviária de Zaragoza

Festina é uma marca espanhola de relógios fundada em La Chaux-de-Fonds na Suíça, em 1902. Produz relógios de grife. Possui subsidiárias na França, Itália, Suíça, Espanha, entre outros países.

## Histórico
Festina foi criada pela família Stüdi na cidade de La Chaux-de-Fonds, Suíça, em 1902. Em 1935, a família transmite a marca ao empresário Willy Burkhard von Wilhelm. 
Durante a Segunda Guerra Mundial, a empresa se estabelece em Barcelona, Espanha, a cargo de Adolf Hoffmann. Em 1975, Georges Uhlmann, empresário que contava com uma importante presença no mercado espanhol e italiano, adquire a firma. Em 1984 o empresário espanhol, proprietário da Lotus, Miguel Rodríguez Domínguez, adquire a marca Festina e todos os seus direitos. Em 2002, Festina adquiriu a firma de relógios suíça Candino e, em 2004, a também suíça fábrica de relógios de luxo Perrelet, fundada em 1777 pelo prestigioso relojoeiro suíço Abraham-Louis Perrelet.

## Venda e produção
Seus centros de produção ficam em Zurique e Bienna na Suíça, na Itália em Milão, na França em Besançon, em Leuven na Bélgica, em Barcelona na Espanha e outros países europeus. No Brasil, a marca é comercializada exclusivamente pelas Joalherias Vivara e seu custo não é muito diferente dos preços empregados no exterior.

## Marcas do Festina Group
- Lotus
- Festina
- Calypso
- Candino
- Jaguar
- Perrelet

## Patrocínio
Festina é a patrocinadora e cronometradora oficial das seguintes provas ciclísticas:
- Tour de France
- Vuelta a España
- Tour de Suisse
- Tour de Romandie

## O Caso Festina
A Festina tinha uma equipe ciclística chamada Festina cycling team, que competiu de 1989 até 2001. Dessa equipe fazia parte o ciclista suíço Alex Zülle. Em 1998, houve um escândalo de doping envolvendo a equipe, e ela foi banida da competição. O ocorrido ficou conhecido como O Caso Festina. A equipe foi reorganizada e, em reação a esse escândalo, a Festina criou a Fondation d’Entreprise Festina, fundação cuja missão era promover a luta contra o doping.
Ver também Caso Festina.